# 1220
Portal Geschichte | Portal Biografien | Aktuelle Ereignisse | Jahreskalender | Tagesartikel

◄ |
12. Jahrhundert |
13. Jahrhundert
| 14. Jahrhundert | ►

◄ |
1190er |
1200er |
1210er |
1220er
| 1230er | 1240er | 1250er | ►

◄◄ |
◄ |
1216 |
1217 |
1218 |
1219 |
1220
| 1221 | 1222 | 1223 | 1224 | ► | ►►
Staatsoberhäupter  · Nekrolog
| Januar | Januar | Januar | Januar | Januar | Januar | Januar | Januar |
| Kw     | Mo     | Di     | Mi     | Do     | Fr     | Sa     | So     |
| ------ | ------ | ------ | ------ | ------ | ------ | ------ | ------ |
| 1      |        |        | 1      | 2      | 3      | 4      | 5      |
| 2      | 6      | 7      | 8      | 9      | 10     | 11     | 12     |
| 3      | 13     | 14     | 15     | 16     | 17     | 18     | 19     |
| 4      | 20     | 21     | 22     | 23     | 24     | 25     | 26     |
| 5      | 27     | 28     | 29     | 30     | 31     |        |        |

| Februar | Februar | Februar | Februar | Februar | Februar | Februar | Februar |
| Kw      | Mo      | Di      | Mi      | Do      | Fr      | Sa      | So      |
| ------- | ------- | ------- | ------- | ------- | ------- | ------- | ------- |
| 5       |         |         |         |         |         | 1       | 2       |
| 6       | 3       | 4       | 5       | 6       | 7       | 8       | 9       |
| 7       | 10      | 11      | 12      | 13      | 14      | 15      | 16      |
| 8       | 17      | 18      | 19      | 20      | 21      | 22      | 23      |
| 9       | 24      | 25      | 26      | 27      | 28      | 29      |         |

| März | März | März | März | März | März | März | März |
| Kw   | Mo   | Di   | Mi   | Do   | Fr   | Sa   | So   |
| ---- | ---- | ---- | ---- | ---- | ---- | ---- | ---- |
| 9    |      |      |      |      |      |      | 1    |
| 10   | 2    | 3    | 4    | 5    | 6    | 7    | 8    |
| 11   | 9    | 10   | 11   | 12   | 13   | 14   | 15   |
| 12   | 16   | 17   | 18   | 19   | 20   | 21   | 22   |
| 13   | 23   | 24   | 25   | 26   | 27   | 28   | 29   |
| 14   | 30   | 31   |      |      |      |      |      |

| April | April | April | April | April | April | April | April |
| Kw    | Mo    | Di    | Mi    | Do    | Fr    | Sa    | So    |
| ----- | ----- | ----- | ----- | ----- | ----- | ----- | ----- |
| 14    |       |       | 1     | 2     | 3     | 4     | 5     |
| 15    | 6     | 7     | 8     | 9     | 10    | 11    | 12    |
| 16    | 13    | 14    | 15    | 16    | 17    | 18    | 19    |
| 17    | 20    | 21    | 22    | 23    | 24    | 25    | 26    |
| 18    | 27    | 28    | 29    | 30    |       |       |       |

| Mai | Mai | Mai | Mai | Mai | Mai | Mai | Mai |
| Kw  | Mo  | Di  | Mi  | Do  | Fr  | Sa  | So  |
| --- | --- | --- | --- | --- | --- | --- | --- |
| 18  |     |     |     |     | 1   | 2   | 3   |
| 19  | 4   | 5   | 6   | 7   | 8   | 9   | 10  |
| 20  | 11  | 12  | 13  | 14  | 15  | 16  | 17  |
| 21  | 18  | 19  | 20  | 21  | 22  | 23  | 24  |
| 22  | 25  | 26  | 27  | 28  | 29  | 30  | 31  |

| Juni | Juni | Juni | Juni | Juni | Juni | Juni | Juni |
| Kw   | Mo   | Di   | Mi   | Do   | Fr   | Sa   | So   |
| ---- | ---- | ---- | ---- | ---- | ---- | ---- | ---- |
| 23   | 1    | 2    | 3    | 4    | 5    | 6    | 7    |
| 24   | 8    | 9    | 10   | 11   | 12   | 13   | 14   |
| 25   | 15   | 16   | 17   | 18   | 19   | 20   | 21   |
| 26   | 22   | 23   | 24   | 25   | 26   | 27   | 28   |
| 27   | 29   | 30   |      |      |      |      |      |

| Juli | Juli | Juli | Juli | Juli | Juli | Juli | Juli |
| Kw   | Mo   | Di   | Mi   | Do   | Fr   | Sa   | So   |
| ---- | ---- | ---- | ---- | ---- | ---- | ---- | ---- |
| 27   |      |      | 1    | 2    | 3    | 4    | 5    |
| 28   | 6    | 7    | 8    | 9    | 10   | 11   | 12   |
| 29   | 13   | 14   | 15   | 16   | 17   | 18   | 19   |
| 30   | 20   | 21   | 22   | 23   | 24   | 25   | 26   |
| 31   | 27   | 28   | 29   | 30   | 31   |      |      |

| August | August | August | August | August | August | August | August |
| Kw     | Mo     | Di     | Mi     | Do     | Fr     | Sa     | So     |
| ------ | ------ | ------ | ------ | ------ | ------ | ------ | ------ |
| 31     |        |        |        |        |        | 1      | 2      |
| 32     | 3      | 4      | 5      | 6      | 7      | 8      | 9      |
| 33     | 10     | 11     | 12     | 13     | 14     | 15     | 16     |
| 34     | 17     | 18     | 19     | 20     | 21     | 22     | 23     |
| 35     | 24     | 25     | 26     | 27     | 28     | 29     | 30     |
| 36     | 31     |        |        |        |        |        |        |

| September | September | September | September | September | September | September | September |
| Kw        | Mo        | Di        | Mi        | Do        | Fr        | Sa        | So        |
| --------- | --------- | --------- | --------- | --------- | --------- | --------- | --------- |
| 36        |           | 1         | 2         | 3         | 4         | 5         | 6         |
| 37        | 7         | 8         | 9         | 10        | 11        | 12        | 13        |
| 38        | 14        | 15        | 16        | 17        | 18        | 19        | 20        |
| 39        | 21        | 22        | 23        | 24        | 25        | 26        | 27        |
| 40        | 28        | 29        | 30        |           |           |           |           |

| Oktober | Oktober | Oktober | Oktober | Oktober | Oktober | Oktober | Oktober |
| Kw      | Mo      | Di      | Mi      | Do      | Fr      | Sa      | So      |
| ------- | ------- | ------- | ------- | ------- | ------- | ------- | ------- |
| 40      |         |         |         | 1       | 2       | 3       | 4       |
| 41      | 5       | 6       | 7       | 8       | 9       | 10      | 11      |
| 42      | 12      | 13      | 14      | 15      | 16      | 17      | 18      |
| 43      | 19      | 20      | 21      | 22      | 23      | 24      | 25      |
| 44      | 26      | 27      | 28      | 29      | 30      | 31      |         |

| November | November | November | November | November | November | November | November |
| Kw       | Mo       | Di       | Mi       | Do       | Fr       | Sa       | So       |
| -------- | -------- | -------- | -------- | -------- | -------- | -------- | -------- |
| 44       |          |          |          |          |          |          | 1        |
| 45       | 2        | 3        | 4        | 5        | 6        | 7        | 8        |
| 46       | 9        | 10       | 11       | 12       | 13       | 14       | 15       |
| 47       | 16       | 17       | 18       | 19       | 20       | 21       | 22       |
| 48       | 23       | 24       | 25       | 26       | 27       | 28       | 29       |
| 49       | 30       |          |          |          |          |          |          |

| Dezember | Dezember | Dezember | Dezember | Dezember | Dezember | Dezember | Dezember |
| Kw       | Mo       | Di       | Mi       | Do       | Fr       | Sa       | So       |
| -------- | -------- | -------- | -------- | -------- | -------- | -------- | -------- |
| 49       |          | 1        | 2        | 3        | 4        | 5        | 6        |
| 50       | 7        | 8        | 9        | 10       | 11       | 12       | 13       |
| 51       | 14       | 15       | 16       | 17       | 18       | 19       | 20       |
| 52       | 21       | 22       | 23       | 24       | 25       | 26       | 27       |
| 53       | 28       | 29       | 30       | 31       |          |          |          |

| Januar | Januar | Januar | Januar | Januar | Januar | Januar | Januar |
| Kw     | Mo     | Di     | Mi     | Do     | Fr     | Sa     | So     |
| ------ | ------ | ------ | ------ | ------ | ------ | ------ | ------ |
| 1      |        |        | 1      | 2      | 3      | 4      | 5      |
| 2      | 6      | 7      | 8      | 9      | 10     | 11     | 12     |
| 3      | 13     | 14     | 15     | 16     | 17     | 18     | 19     |
| 4      | 20     | 21     | 22     | 23     | 24     | 25     | 26     |
| 5      | 27     | 28     | 29     | 30     | 31     |        |        |

| Februar | Februar | Februar | Februar | Februar | Februar | Februar | Februar |
| Kw      | Mo      | Di      | Mi      | Do      | Fr      | Sa      | So      |
| ------- | ------- | ------- | ------- | ------- | ------- | ------- | ------- |
| 5       |         |         |         |         |         | 1       | 2       |
| 6       | 3       | 4       | 5       | 6       | 7       | 8       | 9       |
| 7       | 10      | 11      | 12      | 13      | 14      | 15      | 16      |
| 8       | 17      | 18      | 19      | 20      | 21      | 22      | 23      |
| 9       | 24      | 25      | 26      | 27      | 28      | 29      |         |

| März | März | März | März | März | März | März | März |
| Kw   | Mo   | Di   | Mi   | Do   | Fr   | Sa   | So   |
| ---- | ---- | ---- | ---- | ---- | ---- | ---- | ---- |
| 9    |      |      |      |      |      |      | 1    |
| 10   | 2    | 3    | 4    | 5    | 6    | 7    | 8    |
| 11   | 9    | 10   | 11   | 12   | 13   | 14   | 15   |
| 12   | 16   | 17   | 18   | 19   | 20   | 21   | 22   |
| 13   | 23   | 24   | 25   | 26   | 27   | 28   | 29   |
| 14   | 30   | 31   |      |      |      |      |      |

| April | April | April | April | April | April | April | April |
| Kw    | Mo    | Di    | Mi    | Do    | Fr    | Sa    | So    |
| ----- | ----- | ----- | ----- | ----- | ----- | ----- | ----- |
| 14    |       |       | 1     | 2     | 3     | 4     | 5     |
| 15    | 6     | 7     | 8     | 9     | 10    | 11    | 12    |
| 16    | 13    | 14    | 15    | 16    | 17    | 18    | 19    |
| 17    | 20    | 21    | 22    | 23    | 24    | 25    | 26    |
| 18    | 27    | 28    | 29    | 30    |       |       |       |

| Mai | Mai | Mai | Mai | Mai | Mai | Mai | Mai |
| Kw  | Mo  | Di  | Mi  | Do  | Fr  | Sa  | So  |
| --- | --- | --- | --- | --- | --- | --- | --- |
| 18  |     |     |     |     | 1   | 2   | 3   |
| 19  | 4   | 5   | 6   | 7   | 8   | 9   | 10  |
| 20  | 11  | 12  | 13  | 14  | 15  | 16  | 17  |
| 21  | 18  | 19  | 20  | 21  | 22  | 23  | 24  |
| 22  | 25  | 26  | 27  | 28  | 29  | 30  | 31  |

| Juni | Juni | Juni | Juni | Juni | Juni | Juni | Juni |
| Kw   | Mo   | Di   | Mi   | Do   | Fr   | Sa   | So   |
| ---- | ---- | ---- | ---- | ---- | ---- | ---- | ---- |
| 23   | 1    | 2    | 3    | 4    | 5    | 6    | 7    |
| 24   | 8    | 9    | 10   | 11   | 12   | 13   | 14   |
| 25   | 15   | 16   | 17   | 18   | 19   | 20   | 21   |
| 26   | 22   | 23   | 24   | 25   | 26   | 27   | 28   |
| 27   | 29   | 30   |      |      |      |      |      |

| Juli | Juli | Juli | Juli | Juli | Juli | Juli | Juli |
| Kw   | Mo   | Di   | Mi   | Do   | Fr   | Sa   | So   |
| ---- | ---- | ---- | ---- | ---- | ---- | ---- | ---- |
| 27   |      |      | 1    | 2    | 3    | 4    | 5    |
| 28   | 6    | 7    | 8    | 9    | 10   | 11   | 12   |
| 29   | 13   | 14   | 15   | 16   | 17   | 18   | 19   |
| 30   | 20   | 21   | 22   | 23   | 24   | 25   | 26   |
| 31   | 27   | 28   | 29   | 30   | 31   |      |      |

| August | August | August | August | August | August | August | August |
| Kw     | Mo     | Di     | Mi     | Do     | Fr     | Sa     | So     |
| ------ | ------ | ------ | ------ | ------ | ------ | ------ | ------ |
| 31     |        |        |        |        |        | 1      | 2      |
| 32     | 3      | 4      | 5      | 6      | 7      | 8      | 9      |
| 33     | 10     | 11     | 12     | 13     | 14     | 15     | 16     |
| 34     | 17     | 18     | 19     | 20     | 21     | 22     | 23     |
| 35     | 24     | 25     | 26     | 27     | 28     | 29     | 30     |
| 36     | 31     |        |        |        |        |        |        |

| September | September | September | September | September | September | September | September |
| Kw        | Mo        | Di        | Mi        | Do        | Fr        | Sa        | So        |
| --------- | --------- | --------- | --------- | --------- | --------- | --------- | --------- |
| 36        |           | 1         | 2         | 3         | 4         | 5         | 6         |
| 37        | 7         | 8         | 9         | 10        | 11        | 12        | 13        |
| 38        | 14        | 15        | 16        | 17        | 18        | 19        | 20        |
| 39        | 21        | 22        | 23        | 24        | 25        | 26        | 27        |
| 40        | 28        | 29        | 30        |           |           |           |           |

| Oktober | Oktober | Oktober | Oktober | Oktober | Oktober | Oktober | Oktober |
| Kw      | Mo      | Di      | Mi      | Do      | Fr      | Sa      | So      |
| ------- | ------- | ------- | ------- | ------- | ------- | ------- | ------- |
| 40      |         |         |         | 1       | 2       | 3       | 4       |
| 41      | 5       | 6       | 7       | 8       | 9       | 10      | 11      |
| 42      | 12      | 13      | 14      | 15      | 16      | 17      | 18      |
| 43      | 19      | 20      | 21      | 22      | 23      | 24      | 25      |
| 44      | 26      | 27      | 28      | 29      | 30      | 31      |         |

| November | November | November | November | November | November | November | November |
| Kw       | Mo       | Di       | Mi       | Do       | Fr       | Sa       | So       |
| -------- | -------- | -------- | -------- | -------- | -------- | -------- | -------- |
| 44       |          |          |          |          |          |          | 1        |
| 45       | 2        | 3        | 4        | 5        | 6        | 7        | 8        |
| 46       | 9        | 10       | 11       | 12       | 13       | 14       | 15       |
| 47       | 16       | 17       | 18       | 19       | 20       | 21       | 22       |
| 48       | 23       | 24       | 25       | 26       | 27       | 28       | 29       |
| 49       | 30       |          |          |          |          |          |          |

| Dezember | Dezember | Dezember | Dezember | Dezember | Dezember | Dezember | Dezember |
| Kw       | Mo       | Di       | Mi       | Do       | Fr       | Sa       | So       |
| -------- | -------- | -------- | -------- | -------- | -------- | -------- | -------- |
| 49       |          | 1        | 2        | 3        | 4        | 5        | 6        |
| 50       | 7        | 8        | 9        | 10       | 11       | 12       | 13       |
| 51       | 14       | 15       | 16       | 17       | 18       | 19       | 20       |
| 52       | 21       | 22       | 23       | 24       | 25       | 26       | 27       |
| 53       | 28       | 29       | 30       | 31       |          |          |          |

## Ereignisse

### Politik und Weltgeschehen

#### Heiliges Römisches Reich/Königreich Sizilien
- 26. April: König Friedrich II. erlässt die Confoederatio cum principibus ecclesiasticis, in der er auf hoheitliche Rechte zugunsten der geistlichen Reichsfürsten verzichtet. Beginn der Landesherrschaften im Heiligen Römischen Reich und Schwächung der Zentralmacht. Weiterhin billigt er per Gesetz das Verbrennen „schändlicher Schriften“ und ihrer Autoren.

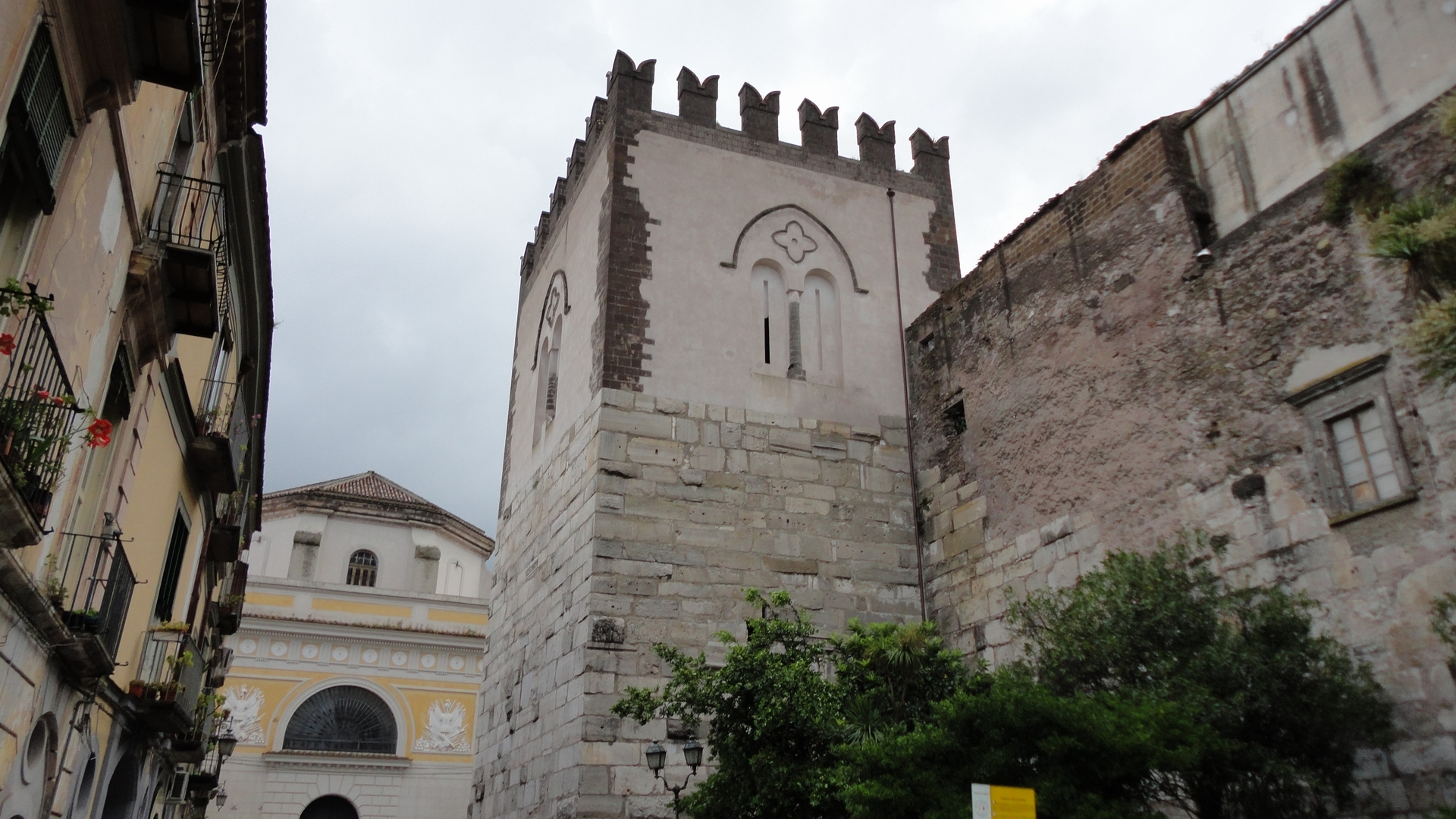
Das Normannenkastell in Capua

- 22. November: Friedrich II. wird in Rom von Papst Honorius III. zum Kaiser des Heiligen Römischen Reichs gekrönt und sein Sohn Heinrich (VII.) zum König gewählt. Im Dezember macht sich Friedrich auf den Weg ins Königreich Sizilien. Am 20. Dezember hält er einen Hoftag in Capua ab, wo er eine Sammlung von 20 Gesetzen für das Königreich Sizilien erlässt, die Assisen von Capua.

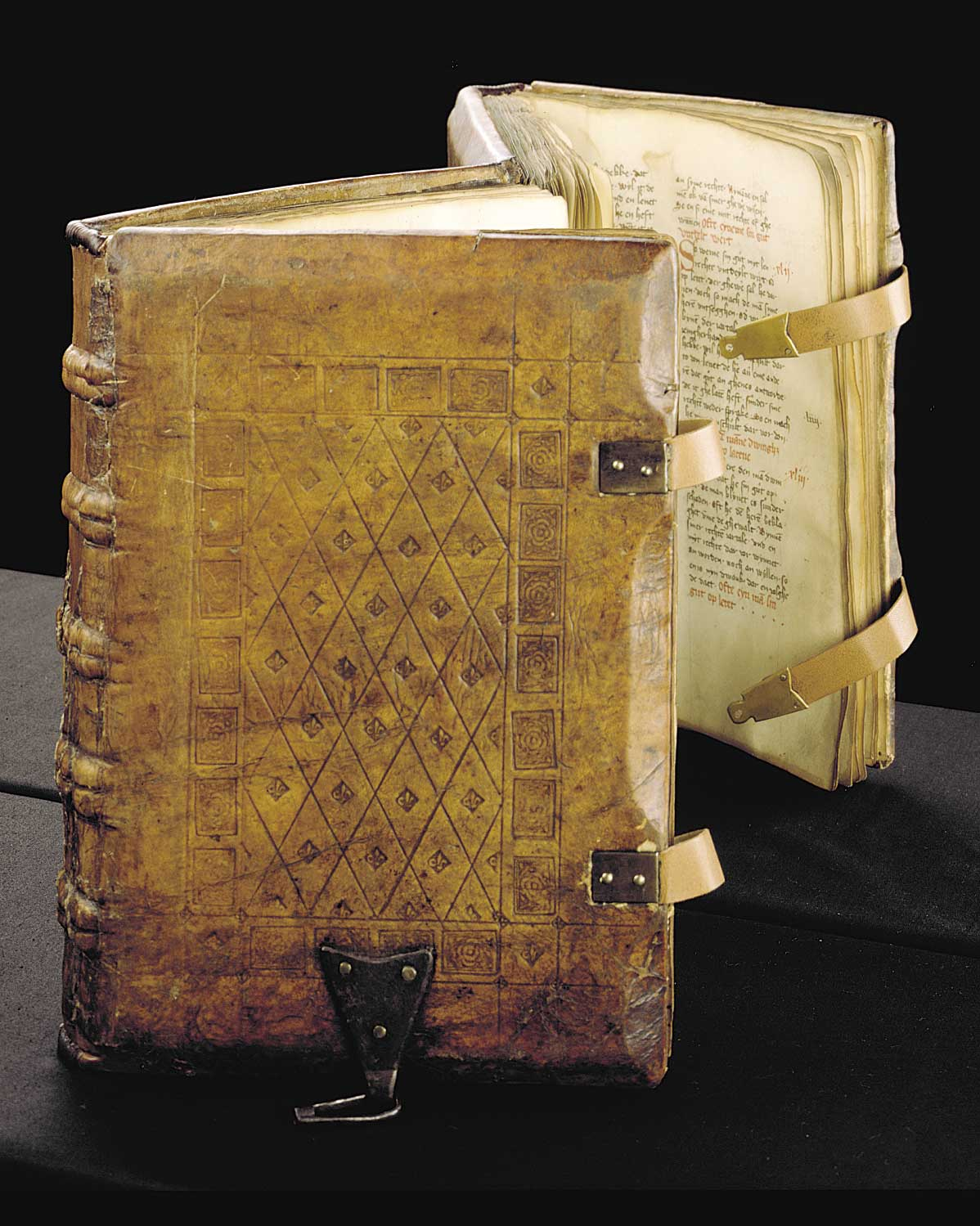
Sachsenspiegel-Handschrift von 1385 der Stadtbibliothek Duisburg

- Eike von Repgow schreibt (bis 1231) den Sachsenspiegel.

#### Okzitanien
- Bei der Rückeroberung seiner an den Albigenserkreuzzug verlorenen Gebiete in der Grafschaft Toulouse erobert Graf Raimund VII. für seinen Vater Raimund VI. die Städte Lavaur, Puylaurens und dann Castelnaudary. In letzterer wird er von Amaury de Montfort eingeschlossen und belagert, dessen Bruder Guy de Montfort bei der Belagerung ums Leben kommt.

#### Königreich England
Der Tod des Regenten William Marshal, 1. Earl of Pembroke, im Vorjahr hat zu einem Machtkampf innerhalb des Regentschaftsrates zwischen Peter des Roches und Hubert de Burgh geführt. Eine große Ratsversammlung in Oxford im April bestätigt schließlich einen dreiköpfigen Regentschaftsrat, bestehend aus dem päpstlichen Legaten Pandulf als ersten Ratgeber und Führer des Königreichs, aus dem Justitiar Hubert de Burgh und aus Peter des Roches als Erzieher des minderjährigen Königs.

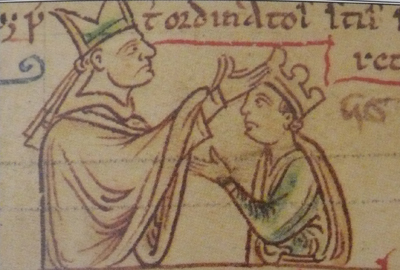
Zweite Krönung von Heinrich 1220. Buchmalerei aus dem 13. Jahrhundert

- 17. Mai: Der zwölfjährige Heinrich III. wird in der Westminster Abbey, dem angestammten Krönungsort, in einer feierlichen Zeremonie durch Erzbischof Stephen Langton von Canterbury erneut zum König von England gekrönt. Nach dem Verlust des Schatzes von König Johann Ohneland sind dafür zahlreiche Kroninsignien neu angefertigt worden.

#### Kreuzzug von Damiette
- 19. März: Nach Unstimmigkeiten mit Bischof Pelagius von Albano kehrt Johann von Brienne von Damiette nach Akkon ins Königreich Jerusalem zurück, um wieder die Regentschaft für seine Tochter Isabella II. zu führen.
- Nach dem plötzlichen Tod des mit den Kreuzfahrern verbündeten Kai Kaus I. wird sein Bruder Kai Kobad I. Herrscher im Sultanat der Rum-Seldschuken.

#### Asien
- Mongolisches Reich: Dschingis Khan gründet seine Reichs-Hauptstadt Karakorum in der heutigen Mongolei. Er erobert Choresmien und zerstört die Städte Buchara und Samarkand.

#### Stadtrechte und urkundliche Ersterwähnungen
- Nordhausen am Harz wird am 27. Juli von König und späterem Kaiser Friedrich II. zur Freien Reichsstadt erhoben.
- Mit der Übernahme des Soester Stadtrechts in Lippstadt verbreitet es sich als Lippisches Stadtrecht im Land Lippe.
- Avully, Cartigny, Elbersdorf, Finsterhennen, Graben, Samnaun, Schapbach, Schindellegi, Schöftland, Schrattenthal, Staffelbach und Walkringen werden das erste Mal urkundlich erwähnt.
- Voitsberg in der Steiermark wird erstmals als civitas bezeichnet.
- Bulach erhält die Stadtrechte.
- Frankfurt am Main wird zur freien Reichsstadt.

### Wirtschaft
- um 1220: Genua prägt Groschen.

### Wissenschaft und Technik
- Papst Honorius III. gründet und ordnet die medizinische Fakultät Montpellier (wird einem Bischof unterstellt; 1289 zur Volluniversität erweitert).

### Kultur
- 28. April: Mit der Grundsteinlegung durch Bischof Richard Poore erfolgt in New Sarum der Baubeginn der gotischen Kathedrale von Salisbury. Nikolaus von Ely ist erster Baumeister, Verwalter der Bauhütte ist Ellias von Dareham.
- Bischof Evrard de Fouilloy legt den Grundstein für den gotischen Neubau der 1218 niedergebrannten Kathedrale von Amiens. Mit der Ausführung ist der Baumeister Robert de Luzarches beauftragt, der wahrscheinlich an der Kathedrale Notre-Dame de Paris geschult wurde.
- um 1220: Die Fagrskinna, ein Buch über die Geschichte der norwegischen Könige von Halvdan Svarte bis zum Kampf mit den Birkebeinern, entsteht.
- um 1220 bis 1260: In Palermo bildet sich die Sizilianische Dichterschule am Hofe König Friedrichs II., an dem sich kulturelle und literarische Einflüsse aus Südfrankreich (Trobadordichtung) und der muslimischen Welt mit dem normannischen und griechischen Erbe vermischen.

### Religion
- Auf dem Generalkapitel der Dominikaner in Bologna wird Besitzlosigkeit zum Ordensgesetz erhoben. Dominikus schlägt sogar vor, die Verwaltung der einzelnen Konvente den Laienbrüdern zu überlassen, damit die Mönche in nichts von ihrer geistlichen Tätigkeit abgelenkt würden. Damit kann er sich aber nicht durchsetzen.
- Franz von Assisi tritt von der Leitung seines Ordens zurück.

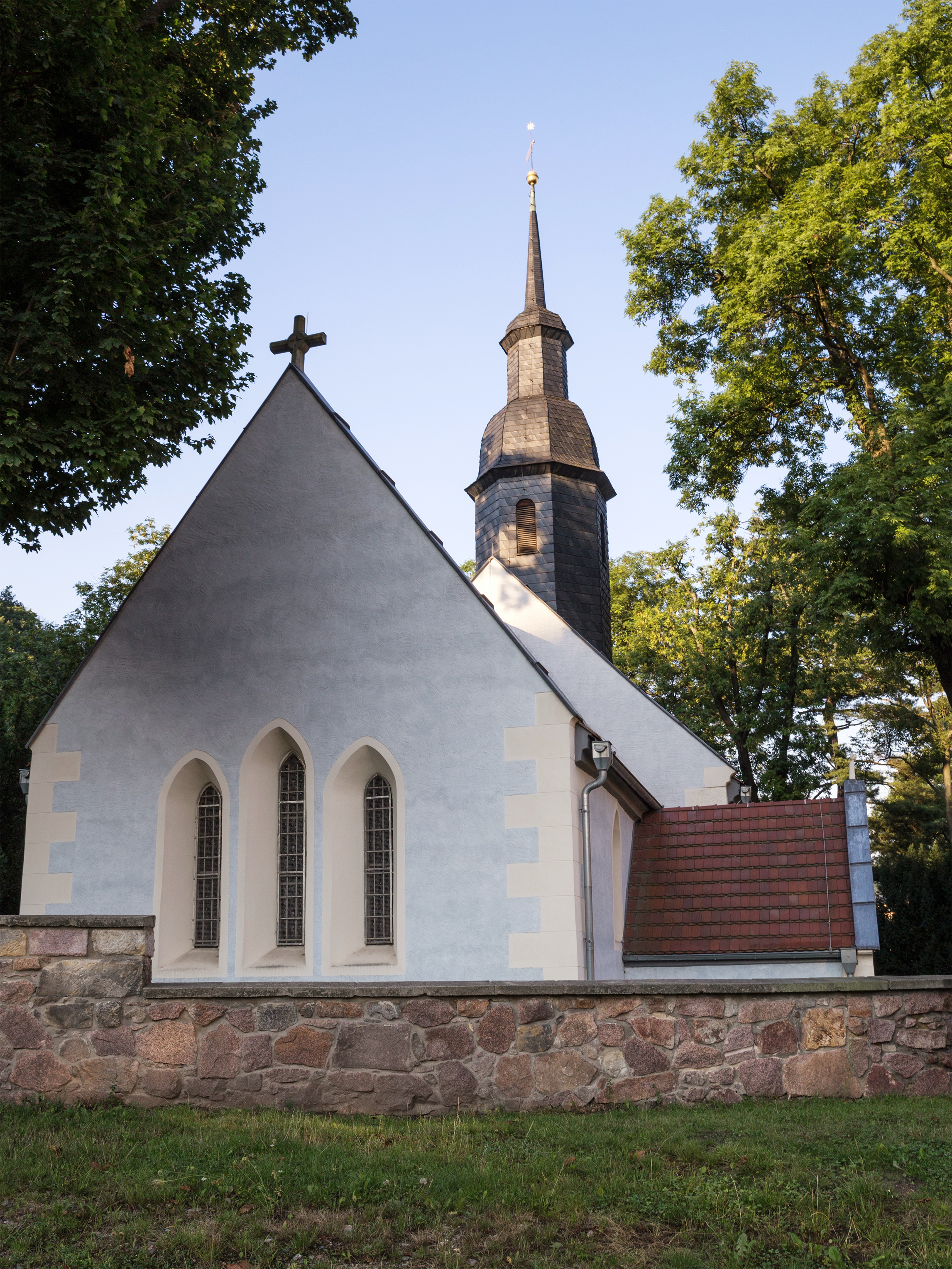
Die Meißner Nikolaikirche

- Die Nikolaikirche in Meißen wird erstmals urkundlich erwähnt.
- Der Bau der gotischen Kathedrale von Metz beginnt nach Anregung durch Bischof Konrad III. von Scharfenberg auf dem Grundriss der romanischen Vorgängerkirche.

## Geboren

### Geburtsdatum gesichert
- 1. April: Go-Saga, Kaiser von Japan († 1272)
- 27. Mai: Amicia de Clare, englische Adelige und Klostergründerin († 1284)
- 11. November: Alfons von Poitiers, Graf von Poitou und Graf von Toulouse († 1271)

### Genaues Geburtsdatum unbekannt
- Oktober: Pietro Peregrossi, Kardinal der katholischen Kirche († 1295)
- Adolf IV., Graf von Berg († 1259)
- William de Braose, cambro-normannischer Adliger, Baron von Bramber und Gower († 1291)
- Gerhard von der Mark, Bischof von Münster († 1272)
- Johanna, Gräfin von Toulouse und Markgräfin der Provence († 1271)
- Raymundus Martinus, katalanischer Dominikaner, Zebsor für jüdische Literatur († 1285)
- Bonagiunta Orbicciani, italienischer Dichter († 1290)

### Geboren um 1220
- Alexander Stewart, schottischer Adeliger und High Stewart von Schottland († um 1283)
- James Audley, englischer Magnat, Justiciar of Ireland († 1272)
- Roger Bacon, englischer Franziskaner und Philosoph, Empiriker († um 1294)
- Hugh Bigod, englischer Adeliger, Justiciar der Regierung der Barone († 1266)
- Thomas de Cantilupe, Lordkanzler von England und Bischof von Hereford († 1282)
- Campanus von Novara, italienischer Astronom, Mathematiker, Astrologe und Arzt († 1296)
- Ingrid Elovsdotter, schwedische Dominikanerin († 1282)
- Enzio, König von Sardinien († 1272)
- Friedrich III., Burggraf der mittelalterlichen Burggrafschaft Nürnberg († 1297)
- Friedrich von Haseldorf, Bischof von Karelien und Dorpat († 1285 oder 1289)
- Heinrich IV. von Geroldseck, Bischof von Straßburg († 1273)
- Hillel ben Samuel, in Italien wirkender Arzt und philosophierender jüdischer Theologe († um 1295)
- Konrad von Rosdorf, Marschall der Grafschaft Henneberg († 1271)
- Brunetto Latini, italienischer Staatsmann, Gelehrter und Schriftsteller († 1294)
- Paltram vor dem Freithof, österreichischer Ritter und Amtmann († 1287/1288)
- Patrick de Chaworth, anglonormannischer Adeliger († 1258)
- Maredudd ap Rhys, Lord des walisischen Fürstentums von Deheubarth († 1271)
- Stefan Uroš I., König von Raszien, der Küstenländer und aller Serben († 1277)
- Ulrich von Straßburg, dominikanischer Philosoph und Theologe († 1277)
- Ulrich I., Graf von Württemberg († 1265)
- Walram II., Graf von Nassau († 1276)
- Wilhelm von Tripolis, Autor und Predigermönch der Dominikaner im Konvent von Akkon
- 1220/1221: Przemysł I., Herzog von Großpolen († 1257)
- 1220/1225: Mechthild von Holstein, Königin von Dänemark († 1288)
- 1220/1225: Johannes Peckham, Franziskaner und englischer Theologe († 1292)
- 1220/1230: Dietrich von Apolda, deutscher Hagiograph († nach 1302)

## Gestorben

### Todesdatum gesichert
- 16. Januar: Berard von Carbio, umbrischer Adeliger, Märtyrer des Franziskanerordens
- 23. Januar: Bogislaw II., Herzog von Pommern (* um 1177)
- 25. Februar: Albrecht II., Markgraf von Brandenburg (* vor 1177)
- 5. März: Roger de Vico Pisano, Bischof von Lausanne (* um 1140)
- 17. März: Otto II. von Berg, Bischof von Freising
- 15. April: Adolf von Altena, Erzbischof von Köln (* um 1157)
- vor dem 1. Mai: Thomas Basset, englischer Adeliger
- 8. Mai: Rikissa von Dänemark, Königin von Schweden (* 1174)
- 1. Juni: Henry de Bohun, englischer Magnat (* um 1175)
- 13. Juli: Berthold von Neuenburg, Bischof von Lausanne
- 5. September: Engelbert III., Graf von Görz
- 13. September: Pierre II. de la Chapelle, Bischof von Paris
- 23. September: Ulrich von Sax, Abt von St. Gallen
- 3. November: Adelheid II. von Büren, Äbtissin des Stiftes von Gernrode und Frose
- 3. November: Urraca, kastilische Prinzessin und Königin von Portugal (* 1186)

### Genaues Todesdatum unbekannt
- zwischen 16. September und 2. November: Philip of Oldcoates, englischer Ritter
- Arnold II., Graf von Guînes
- Azo, italienischer Rechtsgelehrter (* vor 1190)
- Guido von Montfort, Graf von Bigorre
- Isabel de Clare, 4. Countess of Pembroke, englische Magnatin (* zwischen 1171 und 1176)
- Izz Ad-Din Kai Kaus I., Sultan der Rum-Seldschuken
- Meiler FitzHenry, cambro-normannischer Adliger und Justiciar of Ireland
- Muhammad II., Choresim-Schah (* 1169)
- Siegfried II., Bischof von Brandenburg
- Simon of Kyme, englischer Adeliger (* vor 1176)

### Gestorben um 1220
- Josef ben Juda ibn Aknin, katalanisch-jüdischer Religionsphilosoph und Dichter (* um 1150)